# مثل شعله‌های آتش
«مثل شعله‌های آتش» (انگلیسی: Like Flames) آهنگی از گروه آمریکایی برلین است که در سال ۱۹۸۶ به‌عنوان تک‌آهنگ اصلی از سومین آلبوم استودیویی آن‌ها به‌نام تا سه بشمار و دعا کن (۱۹۸۶) منتشر شد.

## موزیک ویدئو
موزیک ویدئو گروه را در حال آواز خواندن در بالای یک کوه نشان می‌دهد. این فیلم در رد راک کانیون، نوادا فیلمبرداری شده‌است.